# Lista de municípios de São Paulo por PIB
Esta é uma lista dos municípios do estado de São Paulo segundo o  Produto Interno Bruto (PIB), de acordo com os dados divulgados pelo IBGE referente ao ano de 2020 e publicado em 2021.
|      | Município                  | PIB (2020) em milhares |
| ---- | -------------------------- | ---------------------- |
| 1º   | São Paulo                  | R$ 828.980.607         |
| 2º   | Osasco                     | R$ 86.111.259          |
| 3º   | Guarulhos                  | R$ 77.376.466          |
| 4º   | Campinas                   | R$ 72.946.774          |
| 5º   | São Bernardo do Campo      | R$ 58.277.014          |
| 6º   | Barueri                    | R$ 58.027.666          |
| 7º   | Jundiaí                    | R$ 57.670.892          |
| 8º   | Paulínia                   | R$ 52.389.436          |
| 9º   | São José dos Campos        | R$ 45.208.807          |
| 10º  | Sorocaba                   | R$ 44.533.398          |
| 11º  | Ribeirão Preto             | R$ 39.955.571          |
| 12º  | Piracicaba                 | R$ 34.555.723          |
| 13º  | Santo André                | R$ 32.620.294          |
| 14º  | Santos                     | R$ 24.090.173          |
| 15º  | Indaiatuba                 | R$ 22.817.116          |
| 16º  | Cajamar                    | R$ 22.713.160          |
| 17º  | Cubatão                    | R$ 21.946.471          |
| 18º  | São José do Rio Preto      | R$ 20.962.616          |
| 19º  | Mauá                       | R$ 20.776.212          |
| 20º  | Louveira                   | R$ 19.677.150          |
| 21º  | Mogi das Cruzes            | R$ 19.604.517          |
| 22º  | Diadema                    | R$ 18.484.355          |
| 23º  | Hortolândia                | R$ 18.377.821          |
| 24º  | Bauru                      | R$ 16.721.368          |
| 25º  | Taubaté                    | R$ 16.199.985          |
| 26º  | Sumaré                     | R$ 16.179.891          |
| 27º  | Cotia                      | R$ 16.111.164          |
| 28º  | Jacareí                    | R$ 16.094.434          |
| 29º  | Limeira                    | R$ 16.060.738          |
| 30º  | São Sebastião              | R$ 16.008.645          |
| 31º  | São Caetano do Sul         | R$ 15.566.768          |
| 32º  | Americana                  | R$ 15.217.279          |
| 33º  | Suzano                     | R$ 14.811.513          |
| 34º  | Embu das Artes             | R$ 14.314.753          |
| 35º  | São Carlos                 | R$ 14.141.854          |
| 36º  | Ilhabela                   | R$ 13.956.618          |
| 37º  | Jaguariúna                 | R$ 13.981.301          |
| 38º  | Pindamonhangaba            | R$ 13.742.498          |
| 39º  | Rio Claro                  | R$ 13.245.335          |
| 40º  | Itapevi                    | R$ 12.854.995          |
| 41º  | Vinhedo                    | R$ 12.557.908          |
| 42º  | Araraquara                 | R$ 11.953.237          |
| 43º  | Santana de Parnaíba        | R$ 11.544.903          |
| 44º  | Franca                     | R$ 11.276.086          |
| 45º  | Itu                        | R$ 10.540.812          |
| 46º  | Guarujá                    | R$ 10.494.252          |
| 47º  | Taboão da Serra            | R$ 10.291.072          |
| 48º  | Marília                    | R$ 9.755.960           |
| 49º  | Itaquaquecetuba            | R$ 9.519.617           |
| 50º  | Salto                      | R$ 9.303.486           |
| 51º  | Presidente Prudente        | R$ 9.242.191           |
| 52º  | Araçatuba                  | R$ 9.017.957           |
| 53º  | Praia Grande               | R$ 8.727.831           |
| 54º  | Itupeva                    | R$ 8.423.278           |
| 55º  | Atibaia                    | R$ 8.361.062           |
| 56º  | Arujá                      | R$ 8.293.370           |
| 57º  | Itatiba                    | R$ 8.245.497           |
| 58º  | Valinhos                   | R$ 7.969.199           |
| 59º  | Bragança Paulista          | R$ 7.954.300           |
| 60º  | Guaratinguetá              | R$ 7.877.882           |
| 61º  | Santa Bárbara d'Oeste      | R$ 7.825.506           |
| 62º  | Sertãozinho                | R$ 7.109.021           |
| 63º  | Araras                     | R$ 6.942.567           |
| 64º  | Mogi Guaçu                 | R$ 6.865.386           |
| 65º  | Carapicuíba                | R$ 6.854.705           |
| 66º  | Lins                       | R$ 6.763.890           |
| 67º  | Itapetininga               | R$ 6.359.722           |
| 68º  | Mogi Mirim                 | R$ 6.313.563           |
| 69º  | São Vicente                | R$ 6.121.259           |
| 70º  | Botucatu                   | R$ 5.979.359           |
| 71º  | Cabreúva                   | R$ 5.961.333           |
| 72º  | Barretos                   | R$ 5.903.515           |
| 73º  | Jaú                        | R$ 5.582.394           |
| 74º  | Matão                      | R$ 5.356.571           |
| 75º  | Catanduva                  | R$ 5.218.361           |
| 76º  | Caçapava                   | R$ 5.214.553           |
| 77º  | Amparo                     | R$ 5.152.155           |
| 78º  | Tatuí                      | R$ 5.076.192           |
| 79º  | Lençóis Paulista           | R$ 4.924.228           |
| 80º  | Itapecerica da Serra       | R$ 4.909.298           |
| 81º  | Jandira                    | R$ 4.908.360           |
| 82º  | Caieiras                   | R$ 4.858.858           |
| 83º  | Araçariguama               | R$ 4.814.503           |
| 84º  | Itapira                    | R$ 4.756.331           |
| 85º  | Ferraz de Vasconcelos      | R$ 4.740.673           |
| 86º  | Caraguatatuba              | R$ 4.532.235           |
| 87º  | Monte Mor                  | R$ 4.317.763           |
| 88º  | Franco da Rocha            | R$ 4.297.870           |
| 89º  | São João da Boa Vista      | R$ 4.135.189           |
| 90º  | Cordeirópolis              | R$ 4.107.826           |
| 91º  | Leme                       | R$ 4.101.866           |
| 92º  | Assis                      | R$ 4.082.515           |
| 93º  | Bebedouro                  | R$ 4.080.484           |
| 94º  | Nova Odessa                | R$ 4.020.494           |
| 95º  | Alumínio                   | R$ 3.982.313           |
| 96º  | Várzea Paulista            | R$ 3.965.839           |
| 97º  | Ourinhos                   | R$ 3.961.570           |
| 98º  | Birigui                    | R$ 3.947.388           |
| 99º  | Votorantim                 | R$ 3.919.236           |
| 100º | Santa Gertrudes            | R$ 3.895.817           |
| 101º | Ribeirão Pires             | R$ 3.891.002           |
| 102º | Lorena                     | R$ 3.876.663           |
| 103º | Votuporanga                | R$ 3.862.539           |
| 104º | Itapeva                    | R$ 3.788.992           |
| 105º | Poá                        | R$ 3.769.347           |
| 106º | Porto Feliz                | R$ 3.754.665           |
| 107º | Jaboticabal                | R$ 3.601.183           |
| 108º | São Roque                  | R$ 3.450.778           |
| 109º | Boituva                    | R$ 3.393.228           |
| 110º | Pirassununga               | R$ 3.312.332           |
| 111º | Avaré                      | R$ 3.278.921           |
| 112º | Cruzeiro                   | R$ 3.182.372           |
| 113º | Pederneiras                | R$ 3.066.260           |
| 114º | Mococa                     | R$ 3.043.691           |
| 115º | Jarinu                     | R$ 2.997.399           |
| 116º | Capivari                   | R$ 2.990.809           |
| 117º | Vargem Grande Paulista     | R$ 2.898.202           |
| 118º | Andradina                  | R$ 2.845.285           |
| 119º | Santa Cruz do Rio Pardo    | R$ 2.786.906           |
| 120º | Ubatuba                    | R$ 2.705.941           |
| 121º | Guaíra                     | R$ 2.704.845           |
| 122º | Mairinque                  | R$ 2.695.115           |
| 123º | Mirassol                   | R$ 2.660.334           |
| 124º | Agudos                     | R$ 2.638.622           |
| 125º | Orlândia                   | R$ 2.579.406           |
| 126º | Olímpia                    | R$ 2.551.144           |
| 127º | Campo Limpo Paulista       | R$ 2.530.950           |
| 128º | Porto Ferreira             | R$ 2.495.873           |
| 129º | Fernandópolis              | R$ 2.468.766           |
| 130º | Monte Alto                 | R$ 2.435.240           |
| 131º | Batatais                   | R$ 2.416.802           |
| 132º | São José do Rio Pardo      | R$ 2.375.167           |
| 133º | Ibiúna                     | R$ 2.370.585           |
| 134º | Itanhaém                   | R$ 2.369.274           |
| 135º | Registro                   | R$ 2.357.409           |
| 136º | Cerquilho                  | R$ 2.343.905           |
| 137º | Mairiporã                  | R$ 2.288.091           |
| 138º | Salto de Pirapora          | R$ 2.221.476           |
| 139º | Tupã                       | R$ 2.213.337           |
| 140º | São Joaquim da Barra       | R$ 2.191.085           |
| 141º | Tietê                      | R$ 2.158.402           |
| 142º | Iracemápolis               | R$ 2.127.925           |
| 143º | Promissão                  | R$ 2.115.365           |
| 144º | Cosmópolis                 | R$ 2.109.639           |
| 145º | Penápolis                  | R$ 2.082.458           |
| 146º | Descalvado                 | R$ 2.081.161           |
| 147º | Bertioga                   | R$ 2.067.677           |
| 148º | Espírito Santo do Pinhal   | R$ 2.065.823           |
| 149º | Jales                      | R$ 1.982.125           |
| 150º | Peruíbe                    | R$ 1.966.247           |
| 151º | Ibitinga                   | R$ 1.965.222           |
| 152º | Pompeia                    | R$ 1.951.861           |
| 153º | Rosana                     | R$ 1.928.456           |
| 154º | Ituverava                  | R$ 1.907.193           |
| 155º | Francisco Morato           | R$ 1.872.466           |
| 156º | Santo Antônio de Posse     | R$ 1.870.734           |
| 157º | Paraguaçu Paulista         | R$ 1.801.748           |
| 158º | Rio das Pedras             | R$ 1.787.681           |
| 159º | Cajati                     | R$ 1.755.226           |
| 160º | Cravinhos                  | R$ 1.753.136           |
| 161º | Pedregulho                 | R$ 1.731.363           |
| 162º | Garça                      | R$ 1.725.227           |
| 163º | Artur Nogueira             | R$ 1.721.737           |
| 164º | Taquaritinga               | R$ 1.660.014           |
| 165º | Santa Isabel               | R$ 1.658.732           |
| 166º | Itápolis                   | R$ 1.630.819           |
| 167º | Bariri                     | R$ 1.623.405           |
| 168º | Piedade                    | R$ 1.597.083           |
| 169º | Iguape                     | R$ 1.588.620           |
| 170º | Novo Horizonte             | R$ 1.585.955           |
| 171º | Jardinópolis               | R$ 1.580.760           |
| 172º | Luiz Antônio               | R$ 1.556.606           |
| 173º | Guararema                  | R$ 1.546.741           |
| 174º | Colina                     | R$ 1.541.673           |
| 175º | Cândido Mota               | R$ 1.518.347           |
| 176º | Barra Bonita               | R$ 1.515.652           |
| 177º | Pedreira                   | R$ 1.502.007           |
| 178º | Angatuba                   | R$ 1.474.152           |
| 179º | Holambra                   | R$ 1.463.401           |
| 180º | Bom Jesus dos Perdões      | R$ 1.463.036           |
| 181º | Pontal                     | R$ 1.462.864           |
| 182º | Embu-Guaçu                 | R$ 1.456.125           |
| 183º | Campos do Jordão           | R$ 1.449.808           |
| 184º | Dracena                    | R$ 1.444.977           |
| 185º | Laranjal Paulista          | R$ 1.411.101           |
| 186º | Pitangueiras               | R$ 1.389.560           |
| 187º | Castilho                   | R$ 1.388.287           |
| 188º | Rancharia                  | R$ 1.381.836           |
| 189º | José Bonifácio             | R$ 1.381.751           |
| 190º | Adamantina                 | R$ 1.370.865           |
| 191º | Ilha Comprida              | R$ 1.363.561           |
| 192º | Patrocínio Paulista        | R$ 1.360.808           |
| 193º | Serrana                    | R$ 1.349.050           |
| 194º | Santa Fé do Sul            | R$ 1.344.880           |
| 195º | São Manuel                 | R$ 1.340.317           |
| 196º | Presidente Epitácio        | R$ 1.325.522           |
| 197º | Tanabi                     | R$ 1.323.569           |
| 198º | Aguaí                      | R$ 1.314.737           |
| 199º | Igarapava                  | R$ 1.299.637           |
| 200º | Vargem Grande do Sul       | R$ 1.287.388           |
| 201º | Pilar do Sul               | R$ 1.276.179           |
| 202º | Itirapina                  | R$ 1.273.183           |
| 203º | Capão Bonito               | R$ 1.269.097           |
| 204º | Mongaguá                   | R$ 1.254.605           |
| 205º | Valparaíso                 | R$ 1.236.296           |
| 206º | Américo Brasiliense        | R$ 1.230.443           |
| 207º | Morro Agudo                | R$ 1.225.918           |
| 208º | Araçoiaba da Serra         | R$ 1.205.883           |
| 209º | Guararapes                 | R$ 1.199.677           |
| 210º | Gavião Peixoto             | R$ 1.184.185           |
| 211º | Itararé                    | R$ 1.182.424           |
| 212º | Casa Branca                | R$ 1.179.141           |
| 213º | Ibaté                      | R$ 1.159.253           |
| 214º | Ariranha                   | R$ 1.136.911           |
| 215º | Guariba                    | R$ 1.135.133           |
| 216º | Brotas                     | R$ 1.123.986           |
| 217º | Socorro                    | R$ 1.120.219           |
| 218º | Pradópolis                 | R$ 1.096.525           |
| 219º | Osvaldo Cruz               | R$ 1.087.489           |
| 220º | Pereira Barreto            | R$ 1.087.485           |
| 221º | Bastos                     | R$ 1.067.216           |
| 222º | Aparecida                  | R$ 1.041.067           |
| 223º | Miguelópolis               | R$ 1.016.136           |
| 224º | Itaberá                    | R$ 1.016.119           |
| 225º | Elias Fausto               | R$ 1.004.655           |
| 226º | Itapuí                     | R$ 1.003.728           |
| 227º | Taquarituba                | R$ 988.151             |
| 228º | Regente Feijó              | R$ 983.725             |
| 229º | Biritiba Mirim             | R$ 971.015             |
| 230º | Iperó                      | R$ 969.693             |
| 231º | Rio Grande da Serra        | R$ 960.727             |
| 232º | Cerqueira César            | R$ 956.913             |
| 233º | São Miguel Arcanjo         | R$ 954.225             |
| 234º | Ipeúna                     | R$ 947.911             |
| 235º | Paranapanema               | R$ 945.145             |
| 236º | Itajobi                    | R$ 935.219             |
| 237º | Pirapozinho                | R$ 927.781             |
| 238º | Piraju                     | R$ 926.203             |
| 239º | Itaí                       | R$ 924.896             |
| 240º | Palmital                   | R$ 900.626             |
| 241º | Apiaí                      | R$ 897.712             |
| 242º | Tarumã                     | R$ 897.036             |
| 243º | Tremembé                   | R$ 896.633             |
| 244º | Guapiaçu                   | R$ 896.415             |
| 245º | Brodowski                  | R$ 894.830             |
| 246º | São Pedro                  | R$ 886.335             |
| 247º | Nuporanga                  | R$ 868.091             |
| 248º | Conchal                    | R$ 859.274             |
| 249º | Serra Negra                | R$ 845.122             |
| 250º | Dois Córregos              | R$ 835.299             |
| 251º | Santa Rosa de Viterbo      | R$ 833.444             |
| 252º | Altinópolis                | R$ 833.396             |
| 253º | Pirapora do Bom Jesus      | R$ 826.672             |
| 254° | Santa Rita do Passa Quatro | R$ 825.834             |
| 255º | Presidente Venceslau       | R$ 823.130             |
| 256º | Quatá                      | R$ 821.158             |
| 257º | Junqueirópolis             | R$ 807.879             |
| 258º | Dourado                    | R$ 802.299             |
| 259º | Monte Aprazível            | R$ 766.600             |
| 260º | Cajuru                     | R$ 761.749             |
| 261º | Martinópolis               | R$ 754.950             |
| 262º | Estrela d'Oeste            | R$ 753.257             |
| 263º | Parapuã                    | R$ 741.785             |
| 264º | Cesário Lange              | R$ 740.569             |
| 265º | Mirandópolis               | R$ 738.742             |
| 266º | Álvares Machado            | R$ 709.875             |
| 267º | Ilha Solteira              | R$ 706.074             |
| 268º | Tambaú                     | R$ 700.419             |
| 269º | Queiroz                    | R$ 684.733             |
| 270º | Buri                       | R$ 684.130             |
| 271º | Cafelândia                 | R$ 682.544             |
| 272º | Jaci                       | R$ 676.808             |
| 273º | Cachoeira Paulista         | R$ 673.632             |
| 274º | Piracaia                   | R$ 661.695             |
| 275º | Engenheiro Coelho          | R$ 661.053             |
| 276º | Iacanga                    | R$ 658.009             |
| 277º | Santa Cruz das Palmeiras   | R$ 655.974             |
| 278º | Macatuba                   | R$ 643.782             |
| 279º | Orindiúva                  | R$ 640.841             |
| 280º | Monte Azul Paulista        | R$ 639.162             |
| 281º | Narandiba                  | R$ 639.075             |
| 282º | Morungaba                  | R$ 633.323             |
| 283º | Buritama                   | R$ 627.565             |
| 284º | Teodoro Sampaio            | R$ 627.028             |
| 285º | Barrinha                   | R$ 624.816             |
| 286º | Potirendaba                | R$ 620.168             |
| 287º | Guará                      | R$ 618.205             |
| 288º | Mirante do Paranapanema    | R$ 606.917             |
| 289º | Ribeirão Branco            | R$ 595.498             |
| 290º | Pariquera-Açu              | R$ 586.023             |
| 291º | Águas de Lindóia           | R$ 585.603             |
| 292º | Lucélia                    | R$ 584.271             |
| 293º | Caconde                    | R$ 574.394             |
| 294º | Juquitiba                  | R$ 573.997             |
| 295º | Santo Anastácio            | R$ 555.800             |
| 296º | Bady Bassitt               | R$ 551.848             |
| 297º | Ouroeste                   | R$ 548.740             |
| 298º | Pirajuí                    | R$ 540.057             |
| 299º | Cedral                     | R$ 533.104             |
| 300º | Jacupiranga                | R$ 531.089             |
| 301º | Boraceia                   | R$ 519.153             |
| 302º | Borborema                  | R$ 518.182             |
| 303º | Maracaí                    | R$ 517.397             |
| 304º | Charqueada                 | R$ 515.122             |
| 305º | Nova Granada               | R$ 512.828             |
| 306º | Cosmorama                  | R$ 506.809             |
| 307º | São Simão                  | R$ 501.326             |
| 308º | Ipaussu                    | R$ 499.098             |
| 309º | Pindorama                  | R$ 498.800             |
| 310º | Divinolândia               | R$ 491.457             |
| 311º | Urupês                     | R$ 483.324             |
| 312º | Fartura                    | R$ 473.712             |
| 313º | Nazaré Paulista            | R$ 465.370             |
| 314º | Miracatu                   | R$ 456.953             |
| 315º | Viradouro                  | R$ 443.704             |
| 316º | Guaimbê                    | R$ 442.961             |
| 317º | Rafard                     | R$ 442.882             |
| 318º | Ipuã                       | R$ 442.715             |
| 319º | Guapiara                   | R$ 439.111             |
| 320º | Itariri                    | R$ 438.980             |
| 321º | Valentim Gentil            | R$ 437.546             |
| 322º | Iepê                       | R$ 434.355             |
| 323º | Conchas                    | R$ 432.993             |
| 324º | São Sebastião da Grama     | R$ 428.491             |
| 325º | Vista Alegre do Alto       | R$ 425.057             |
| 326º | Palestina                  | R$ 420.419             |
| 327º | Sebastianópolis do Sul     | R$ 417.498             |
| 328º | Sales Oliveira             | R$ 417.237             |
| 329º | São Bento do Sapucaí       | R$ 406.647             |
| 330º | Uchoa                      | R$ 401.840             |
| 331º | Itatinga                   | R$ 396.659             |
| 332º | Meridiano                  | R$ 393.842             |
| 333º | Capela do Alto             | R$ 392.353             |
| 334º | Estiva Gerbi               | R$ 389.432             |
| 335º | Queluz                     | R$ 388.523             |
| 336º | Santa Adélia               | R$ 382.545             |
| 337º | Igaraçu do Tietê           | R$ 381.184             |
| 338º | Boa Esperança do Sul       | R$ 380.753             |
| 339º | Sete Barras                | R$ 379.170             |
| 340º | Bernardino de Campos       | R$ 377.950             |
| 341º | Saltinho                   | R$ 377.871             |
| 342º | Nova Europa                | R$ 377.460             |
| 343º | Avaí                       | R$ 376.093             |
| 344º | Guaraci                    | R$ 375.452             |
| 345º | Roseira                    | R$ 374.786             |
| 346º | Mendonça                   | R$ 374.784             |
| 347º | Colômbia                   | R$ 373.218             |
| 348º | Ribeirão Bonito            | R$ 371.778             |
| 349º | Pardinho                   | R$ 368.270             |
| 350º | Nhandeara                  | R$ 367.776             |
| 351º | Taquarivaí                 | R$ 367.323             |
| 352º | Juquiá                     | R$ 366.459             |
| 353º | Pirangi                    | R$ 364.797             |
| 354º | Auriflama                  | R$ 358.543             |
| 355º | Herculândia                | R$ 355.955             |
| 356º | Jambeiro                   | R$ 352.904             |
| 357º | Paraibuna                  | R$ 351.772             |
| 358º | Rinópolis                  | R$ 349.025             |
| 359º | Cristais Paulista          | R$ 346.565             |
| 360° | Corumbataí                 | R$ 345.025             |
| 361º | Taguaí                     | R$ 343.427             |
| 362º | Dumont                     | R$ 342.331             |
| 363º | Suzanápolis                | R$ 341.980             |
| 364º | Tabatinga                  | R$ 340.423             |
| 365º | Tupi Paulista              | R$ 340.357             |
| 366º | Presidente Bernardes       | R$ 331.914             |
| 367º | Eldorado                   | R$ 329.349             |
| 368º | Guaraçaí                   | R$ 326.571             |
| 369º | Cunha                      | R$ 326.362             |
| 370º | Nova Aliança               | R$ 325.932             |
| 371º | Cardoso                    | R$ 321.119             |
| 372º | Ribeirão Corrente          | R$ 319.057             |
| 373º | Sandovalina                | R$ 318.809             |
| 374º | Ibirá                      | R$ 318.126             |
| 375º | Pereiras                   | R$ 317.964             |
| 376º | Panorama                   | R$ 317.825             |
| 377º | Iacri                      | R$ 316.795             |
| 378º | Pinhalzinho                | R$ 314.651             |
| 379º | Guareí                     | R$ 313.680             |
| 380º | Santa Branca               | R$ 312.818             |
| 381º | Potim                      | R$ 308.459             |
| 382º | Itaporanga                 | R$ 305.514             |
| 383º | Tapiratiba                 | R$ 301.184             |
| 384º | Cássia dos Coqueiros       | R$ 293.111             |
| 385º | Bilac                      | R$ 292.576             |
| 386º | Manduri                    | R$ 291.908             |
| 387º | Santo Antônio do Aracanguá | R$ 289.678             |
| 388º | Tabapuã                    | R$ 287.136             |
| 389º | Urânia                     | R$ 286.014             |
| 390º | São Lourenço da Serra      | R$ 285.411             |
| 391º | Torrinha                   | R$ 284.592             |
| 392º | Bocaina                    | R$ 281.963             |
| 393º | Bálsamo                    | R$ 278.641             |
| 394º | Piratininga                | R$ 278.466             |
| 395º | Quintana                   | R$ 276.283             |
| 396º | Neves Paulista             | R$ 276.247             |
| 397º | Paraíso                    | R$ 275.312             |
| 398º | General Salgado            | R$ 275.099             |
| 399º | Salto Grande               | R$ 273.943             |
| 400º | Severínia                  | R$ 271.911             |
| 401º | Paulo de Faria             | R$ 269.674             |
| 402º | Riolândia                  | R$ 268.963             |
| 403º | Chavantes                  | R$ 266.344             |
| 404º | Flórida Paulista           | R$ 264.841             |
| 405º | Cananéia                   | R$ 264.410             |
| 406º | Joanópolis                 | R$ 261.557             |
| 407º | Duartina                   | R$ 252.625             |
| 408º | Monte Alegre do Sul        | R$ 252.217             |
| 409º | Salesópolis                | R$ 251.751             |
| 410º | Lindoia                    | R$ 246.178             |
| 411º | Guatapará                  | R$ 245.363             |
| 412º | Ibirarema                  | R$ 244.614             |
| 413º | Buritizal                  | R$ 244.488             |
| 414º | Vera Cruz                  | R$ 240.193             |
| 415° | Igaratá                    | R$ 240.165             |
| 416º | São Pedro do Turvo         | R$ 234.364             |
| 417º | Porangaba                  | R$ 233.734             |
| 418º | Itaju                      | R$ 232.256             |
| 419º | Guaiçara                   | R$ 232.240             |
| 420º | São José da Bela Vista     | R$ 231.517             |
| 421º | Arealva                    | R$ 227.082             |
| 422º | Sud Mennucci               | R$ 226.784             |
| 423º | Mineiros do Tietê          | R$ 226.257             |
| 424º | Rincão                     | R$ 226.043             |
| 425º | Ribeirão do Sul            | R$ 224.362             |
| 426º | Santo Antônio do Jardim    | R$ 222.832             |
| 427º | Nova Campina               | R$ 221.079             |
| 428º | Coroados                   | R$ 218.777             |
| 429º | Pacaembu                   | R$ 217.694             |
| 430º | Águas de Santa Bárbara     | R$ 217.295             |
| 431º | Bananal                    | R$ 216.018             |
| 432º | Getulina                   | R$ 215.987             |
| 433º | Palmeira d'Oeste           | R$ 215.050             |
| 434º | Santa Albertina            | R$ 214.790             |
| 435º | Jumirim                    | R$ 213.999             |
| 436º | Mirassolândia              | R$ 213.294             |
| 437º | Nova Independência         | R$ 213.154             |
| 438º | Ubarana                    | R$ 212.639             |
| 439º | Bofete                     | R$ 212.434             |
| 440º | Restinga                   | R$ 211.751             |
| 441º | Santo Antônio da Alegria   | R$ 211.521             |
| 442º | Bento de Abreu             | R$ 210.459             |
| 443º | Icém                       | R$ 209.289             |
| 444º | Águas da Prata             | R$ 209.003             |
| 445º | Analândia                  | R$ 208.314             |
| 446º | Onda Verde                 | R$ 205.635             |
| 447º | Fernando Prestes           | R$ 205.593             |
| 448º | São Luiz do Paraitinga     | R$ 204.219             |
| 449º | Sarapuí                    | R$ 203.910             |
| 450º | Paulicéia                  | R$ 200.144             |
| 451º | Avanhandava                | R$ 199.389             |
| 452º | Itobi                      | R$ 198.366             |
| 453º | Piquete                    | R$ 197.854             |
| 454º | Macaubal                   | R$ 196.951             |
| 455º | Guarantã                   | R$ 196.318             |
| 456º | Serra Azul                 | R$ 195.523             |
| 457º | Arandu                     | R$ 194.817             |
| 458º | Campos Novos Paulista      | R$ 194.705             |
| 459º | Planalto                   | R$ 193.761             |
| 460º | Rifaina                    | R$ 191.157             |
| 461º | Taciba                     | R$ 186.412             |
| 462º | Clementina                 | R$ 186.410             |
| 463º | Irapuã                     | R$ 186.223             |
| 464º | Tapiraí                    | R$ 185.138             |
| 465º | Lavínia                    | R$ 184.895             |
| 466º | Reginópolis                | R$ 184.875             |
| 467º | Tuiuti                     | R$ 181.790             |
| 468º | Pedro de Toledo            | R$ 178.608             |
| 469º | Pedrinhas Paulista         | R$ 176.652             |
| 470º | Sabino                     | R$ 175.475             |
| 471º | Terra Roxa                 | R$ 174.935             |
| 472º | Gália                      | R$ 172.719             |
| 473º | Florínea                   | R$ 171.948             |
| 474º | Cajobi                     | R$ 170.916             |
| 475º | Anhembi                    | R$ 169.558             |
| 476º | Sales                      | R$ 169.480             |
| 477º | Jeriquara                  | R$ 168.937             |
| 478º | Iaras                      | R$ 168.922             |
| 479º | Tarabai                    | R$ 168.350             |
| 480º | Canitar                    | R$ 164.318             |
| 481º | Areiópolis                 | R$ 163.060             |
| 482° | Itirapuã                   | R$ 161.834             |
| 483º | Santa Cruz da Conceição    | R$ 161.650             |
| 484º | Marabá Paulista            | R$ 157.010             |
| 485º | Poloni                     | R$ 154.422             |
| 486º | Vargem                     | R$ 153.401             |
| 487º | Jaborandi                  | R$ 153.277             |
| 488º | Santa Maria da Serra       | R$ 153.023             |
| 489º | Catiguá                    | R$ 152.901             |
| 490º | Echaporã                   | R$ 152.431             |
| 491º | Aparecida d'Oeste          | R$ 151.539             |
| 492º | Campina do Monte Alegre    | R$ 151.086             |
| 493º | Aramina                    | R$ 150.276             |
| 494º | João Ramalho               | R$ 148.675             |
| 495º | Santo Antônio do Pinhal    | R$ 148.429             |
| 496º | Águas de São Pedro         | R$ 147.855             |
| 497º | Quadra                     | R$ 144.522             |
| 498º | Nantes                     | R$ 142.300             |
| 499º | Ocauçu                     | R$ 141.366             |
| 500º | Coronel Macedo             | R$ 141.157             |
| 501º | Taiúva                     | R$ 139.651             |
| 502º | Dobrada                    | R$ 138.926             |
| 503º | Tejupá                     | R$ 138.116             |
| 504º | Cruzália                   | R$ 137.663             |
| 505º | Inúbia Paulista            | R$ 136.680             |
| 506º | Euclides da Cunha Paulista | R$ 136.498             |
| 507º | Palmares Paulista          | R$ 136.418             |
| 508º | Ouro Verde                 | R$ 134.985             |
| 509º | Barra do Chapéu            | R$ 133.738             |
| 510º | Lavrinhas                  | R$ 133.317             |
| 511º | Paranapuã                  | R$ 133.064             |
| 512º | Santa Lúcia                | R$ 131.127             |
| 513º | Zacarias                   | R$ 130.188             |
| 514º | Canas                      | R$ 130.060             |
| 515º | Oriente                    | R$ 129.763             |
| 516º | Alambari                   | R$ 129.389             |
| 517º | Óleo                       | R$ 128.271             |
| 518º | Monte Castelo              | R$ 128.087             |
| 519º | Américo de Campos          | R$ 126.802             |
| 520º | Pontes Gestal              | R$ 126.662             |
| 521º | Pratânia                   | R$ 126.366             |
| 522º | Barra do Turvo             | R$ 125.820             |
| 523º | Glicério                   | R$ 125.314             |
| 524º | Mombuca                    | R$ 124.517             |
| 525º | Álvares Florence           | R$ 124.350             |
| 526º | Ipiguá                     | R$ 124.258             |
| 527º | Três Fronteiras            | R$ 122.035             |
| 528º | Motuca                     | R$ 120.695             |
| 529º | Braúna                     | R$ 120.686             |
| 530º | Alfredo Marcondes          | R$ 120.354             |
| 531º | Platina                    | R$ 120.018             |
| 532º | Marapoama                  | R$ 119.694             |
| 533º | Piacatu                    | R$ 119.024             |
| 534º | Pedra Bela                 | R$ 118.076             |
| 535º | Populina                   | R$ 117.259             |
| 536º | Ribeirão Grande            | R$ 116.991             |
| 537º | Adolfo                     | R$ 115.489             |
| 538º | Ubirajara                  | R$ 114.467             |
| 539º | Alto Alegre                | R$ 113.584             |
| 540º | Oscar Bressane             | R$ 112.881             |
| 541º | Altair                     | R$ 112.274             |
| 542º | Indiaporã                  | R$ 111.102             |
| 543º | Taiaçu                     | R$ 109.907             |
| 544º | Irapuru                    | R$ 109.595             |
| 545º | Barbosa                    | R$ 109.124             |
| 546º | Cândido Rodrigues          | R$ 107.107             |
| 547º | Anhumas                    | R$ 105.620             |
| 548º | Itapura                    | R$ 104.627             |
| 549º | Santa Ernestina            | R$ 104.372             |
| 550º | Magda                      | R$ 104.128             |
| 551º | Cabrália Paulista          | R$ 102.881             |
| 552º | Rubinéia                   | R$ 102.856             |
| 553º | Lutécia                    | R$ 101.173             |
| 554º | Lupércio                   | R$ 98.336              |
| 555º | Pontalinda                 | R$ 98.029              |
| 556º | Salmourão                  | R$ 96.894              |
| 557º | Santa Clara d'Oeste        | R$ 96.783              |
| 558º | Sarutaiá                   | R$ 96.557              |
| 559º | Caiuá                      | R$ 96.254              |
| 560º | Nipoã                      | R$ 95.891              |
| 561º | Pongaí                     | R$ 94.398              |
| 562º | Luiziânia                  | R$ 93.808              |
| 563º | Gabriel Monteiro           | R$ 93.704              |
| 564º | Guzolândia                 | R$ 93.585              |
| 565º | Natividade da Serra        | R$ 93.391              |
| 566º | Riversul                   | R$ 92.796              |
| 567º | Silveiras                  | R$ 92.558              |
| 568º | Espírito Santo do Turvo    | R$ 91.772              |
| 569º | Macedônia                  | R$ 90.930              |
| 570º | Murutinga do Sul           | R$ 88.027              |
| 571º | Indiana                    | R$ 86.968              |
| 572º | Gastão Vidigal             | R$ 85.828              |
| 573º | Monteiro Lobato            | R$ 83.030              |
| 574º | Floreal                    | R$ 81.886              |
| 575º | Mesópolis                  | R$ 81.615              |
| 576º | Fernão                     | R$ 80.954              |
| 577º | Santópolis do Aguapeí      | R$ 80.653              |
| 578º | Pedranópolis               | R$ 79.886              |
| 579º | Emilianópolis              | R$ 79.174              |
| 580º | Rubiácea                   | R$ 78.950              |
| 581º | Novais                     | R$ 78.660              |
| 582º | Presidente Alves           | R$ 77.332              |
| 583º | Mariápolis                 | R$ 76.481              |
| 584º | Elisiário                  | R$ 76.050              |
| 585º | Brejo Alegre               | R$ 75.675              |
| 586º | Barão de Antonina          | R$ 74.956              |
| 587º | Borá                       | R$ 74.195              |
| 588º | Lagoinha                   | R$ 73.967              |
| 589º | Borebi                     | R$ 73.943              |
| 590º | Turmalina                  | R$ 73.691              |
| 591º | Lucianópolis               | R$ 70.465              |
| 592º | Mira Estrela               | R$ 70.361              |
| 593º | Dirce Reis                 | R$ 69.826              |
| 594º | Caiabu                     | R$ 69.806              |
| 595º | Santa Mercedes             | R$ 69.067              |
| 596º | Santa Rita d'Oeste         | R$ 68.134              |
| 597º | Piquerobi                  | R$ 67.093              |
| 598º | Redenção da Serra          | R$ 66.824              |
| 599º | Timburi                    | R$ 66.301              |
| 600º | Balbinos                   | R$ 65.400              |
| 601º | Bom Sucesso de Itararé     | R$ 63.856              |
| 602º | Iporanga                   | R$ 63.459              |
| 603º | Santa Cruz da Esperança    | R$ 63.456              |
| 604º | São José do Barreiro       | R$ 63.347              |
| 605º | Estrela do Norte           | R$ 62.446              |
| 606º | Arco-Íris                  | R$ 62.095              |
| 607º | Ribeira                    | R$ 62.081              |
| 608º | Nova Castilho              | R$ 60.664              |
| 609º | Nova Luzitânia             | R$ 60.213              |
| 610º | Dolcinópolis               | R$ 58.946              |
| 611º | Júlio Mesquita             | R$ 58.842              |
| 612º | Álvaro de Carvalho         | R$ 58.546              |
| 613º | São João do Pau-d'Alho     | R$ 58.492              |
| 614º | Alvinlândia                | R$ 58.404              |
| 615º | Monções                    | R$ 58.262              |
| 616º | Areias                     | R$ 58.113              |
| 617º | União Paulista             | R$ 57.594              |
| 618º | Embaúba                    | R$ 57.200              |
| 619º | Turiúba                    | R$ 56.424              |
| 620º | Sagres                     | R$ 54.769              |
| 621º | Parisi                     | R$ 53.619              |
| 622º | Itaoca                     | R$ 53.345              |
| 623º | São João das Duas Pontes   | R$ 52.612              |
| 624º | Itapirapuã Paulista        | R$ 52.590              |
| 625º | São João de Iracema        | R$ 51.478              |
| 626º | São Francisco              | R$ 51.167              |
| 627º | Paulistânia                | R$ 48.636              |
| 628º | Santo Expedito             | R$ 47.273              |
| 629º | Ribeirão dos Índios        | R$ 47.000              |
| 630º | Taquaral                   | R$ 46.861              |
| 631º | Uru                        | R$ 46.392              |
| 632º | Nova Canaã Paulista        | R$ 46.304              |
| 633º | Arapeí                     | R$ 45.568              |
| 634º | Vitória Brasil             | R$ 45.178              |
| 635º | Trabiju                    | R$ 44.919              |
| 636º | Lourdes                    | R$ 43.489              |
| 637º | Flora Rica                 | R$ 42.156              |
| 638º | Santa Salete               | R$ 42.106              |
| 639º | Pracinha                   | R$ 40.969              |
| 640º | Marinópolis                | R$ 40.066              |
| 641º | Santana da Ponte Pensa     | R$ 39.913              |
| 642º | Aspásia                    | R$ 39.545              |
| 643º | Torre de Pedra             | R$ 37.756              |
| 644º | Guarani d'Oeste            | R$ 37.039              |
| 645º | Nova Guataporanga          | R$ 36.774              |